# Schijnkoningschap
Het schijnkoningschap is het ritueel aanstellen van een persoon als schijnkoning ter bescherming van de eigen koning als deze in gevaar was. Schijnkoningschap is bekend uit een aantal culturen in de oudheid, vooral uit Mesopotamië.
In de cultuur van het Tweestromenland (Mesopotamië) speelde de astrologie een grote rol. Men geloofde dat men allerlei onheil kon voorkomen door de sterren te raadplegen. Vooral verduisteringen van zon en maan werden gezien als belangrijke waarschuwingen die het lot van de koning konden voorspellen. Zeker niet iedere verduistering werd geacht een ramp voor het eigen land te voorspellen. 
Afhankelijk van de plaats in de hemel waar de verduistering plaatsvond kon het immers ook een ramp voor de buren betekenen. In het geval dat de eigen koning in gevaar was werd deze beschermd door de rituele aanstelling van een schijnkoning. Vaak was dit een misdadiger of gewoon iemand van de straat. Deze werd dan ingehuldigd op de troon en in de kleren van de koning en een maand of wat letterlijk als een vorst behandeld terwijl de echte koning zich een tijdje terugtrok uit het paleis. Om het rituele karakter van de 'machtsoverdracht' te bevestigen werd een verklaring op schrift gesteld die vermalen door het voedsel van de schijnkoning gemengd werd. Meestal kreeg de schijnkoning ook een koningin toegewezen. 
Wanneer het astrologische gevaar geweken was werden schijnkoning en -koningin in de regel ter dood gebracht. Zo namen zij het gevaar mee het graf in en kon de echte koning weer met een gerust hart op de troon terugkeren. Er zijn echter gevallen bekend waarbij de schijnkoning een echte koning werd. Zo stierf ca. 1861 v.Chr. koning Erra-imitti, de 9e koning van de Eerste Dynastie van Isin na het nuttigen van te hete soep. Zijn opvolger Enlil-Bani regeerde tot 1837 en zou zijn schijnkoning, oorspronkelijk een eenvoudige tuinman, geweest zijn.